# بويرات الحسون
بويرات الحسون أو البويرات، هي قرية في غرب ليبيا، تقع إلى الغرب من سرت بحوالي 90 كم.